# Bruchstraße 8 (Mönchengladbach)

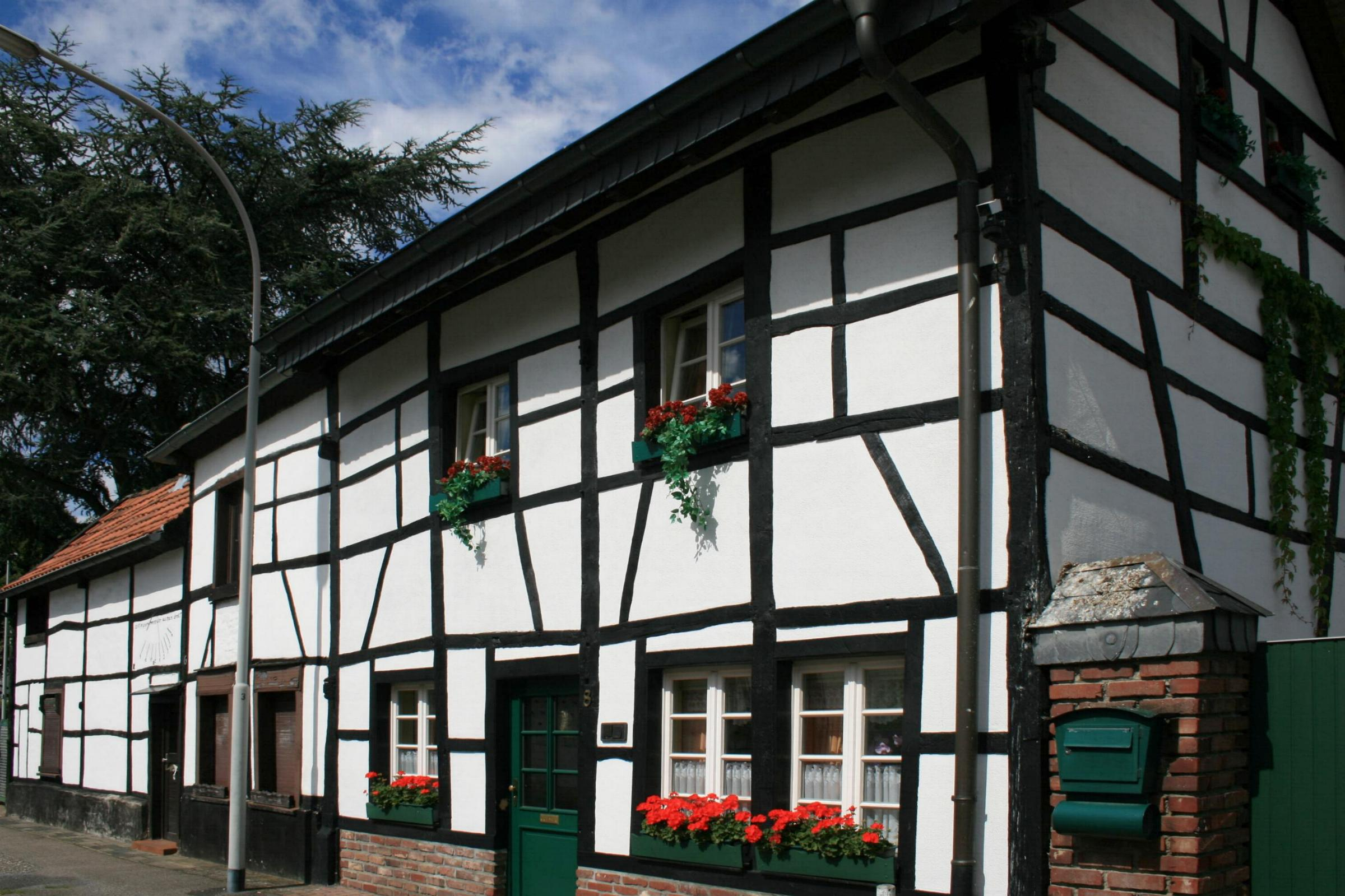
Fachwerkhaus (2011)

Das Fachwerkhaus Bruchstraße 8 steht im Stadtteil Mülfort in Mönchengladbach (Nordrhein-Westfalen).
Das Gebäude wurde im 19. Jahrhundert erbaut. Es ist unter Nr. B 131 am 23. Juni 1992 in die Denkmalliste der Stadt Mönchengladbach eingetragen worden.

## Architektur
Das Objekt liegt an der Einmündung der Bruchstraße in die Giesenkirchener Straße. Das traufständige, zweigeschossige, unregelmäßig vielachsige Gebäude steht unter einem Satteldach mit vier Jochen und fünf Gebinden.